# 474
Cette page concerne l'année 474  du calendrier julien. Pour l'année 474 av. J.-C., voir 474 av. J.-C. Pour le nombre 474, voir 474 (nombre).
L'année 474 est une année commune qui commence un mardi.

## Événements
- 3 février : Léon II le Jeune (né en 467) règne seul après la mort de son grand-père Léon Ier (fin le 10 novembre)[1].
- 9 février : Zénon, gendre de Léon Ier dont il a épousé la fille Aelia Ariadnè, est déclaré  coempereur d'Orient[1], par son fils Léon II, âgé de 7 ans, et malade.
- Julius Nepos, bon général, apparenté à la famille impériale est désigné césar  (= vice-empereur) pour l'Occident, peu après le 9 février, par Aélia Ariadnè et Zénon. Glycère tente de résister, mais battu près de Rome. Il est déposé et finit sa vie comme évêque de Salone. L’Italie et le reste de la Gaule restée romaine reconnaissent Nepos[2].

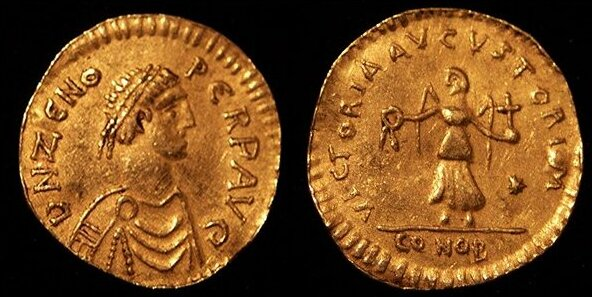
Pièce à l'effigie de Zénon

- 24 juin : Flavius Julius Nepos est couronné à Rome empereur romain d'Occident[2].
- Automne : Clermont est assiégée par les Wisigoths d'Euric, après qu'il eut ravagé l’Auvergne au moment des moissons. Le siège est levé à l'approche de l'hiver par Ecdicius, fils d’Eparchus Avitus[3]. Le questeur Licinius, envoyé de Julius Nepos, donne à Ecdicius le titre de patrice et de magister militum pour l’Empire d’occident, tout en négociant la paix avec Euric. Il sera écarté par Flavius Oreste, aidé des Germains danubiens précédemment sous obédience hunnique, qui devient patrice et chef de l’armée en 475[2].
- 10 novembre : Zénon est seul empereur romain d’Orient à la mort de son fils Léon II le Jeune (fin de son premier règne en 475)[4].

- Arthur élu au trône de Grande-Bretagne, d'après les chroniques de Touraine (voir Fleuriot)
- Début du règne de Théodoric le Grand, roi des Ostrogoths à la mort de son père Théodemir[4].

## Naissances en 474
- Pabo Post Prydain, roi britonnique.

## Décès en 474
- 18 janvier : Léon Ier, empereur romain d'Orient[5].
- 10 novembre : Léon II le Jeune, empereur romain d'Orient, petit-fils du précédent (° en 467).
- Théodemir, roi des Ostrogoths[6].
- Claudien Mamert, philosophe et théologien gaulois[6].